# فايف قايز
فايف قايز هي سلسلة مطاعم أمريكية للوجبات السريعة تأسست عن طريق جيري موريل في 1986، ويقع مقرها الرئيسي في مدينة لورتون بولاية فرجينيا.

## التاريخ
تأسس مطعم فايف قايز عام 1986 من قبل جايني وجيري ميلر، جيري وابناه الاربعه جيم، مات، تشاد وبين، هم الفايف قايز (الخمسة شباب)الاصليين الذي أطلق اسم المطعم تيمنا بيهم، بعد سنيتن رزق ال ميلرز بمولود خامس اسموه تايلور.
اليوم جميع الأبناء يديرون المطعم كل بحسب خبرته، مات وجيم يقومون بالسفر لزيارة الفروع المختلفة في كافة الولايات الأمريكية، تشاد يشرف على تدريب الموظفين في الفروع التي تقع خارج الولايات المتحدة، بين هو المسؤول عن اختيار وكلاء المطعم في كافة الولايات، وتايلور هو المسؤول عن المخبوزات.
أول فرع لمطعم فايز جايز كان في مركز اورلينغتون ويستمونت للتسوق، المخبوزات كانت تخبز بنفس المكان بواسطة مخابز برينيرز.

## الفروع والامتيازات التجارية

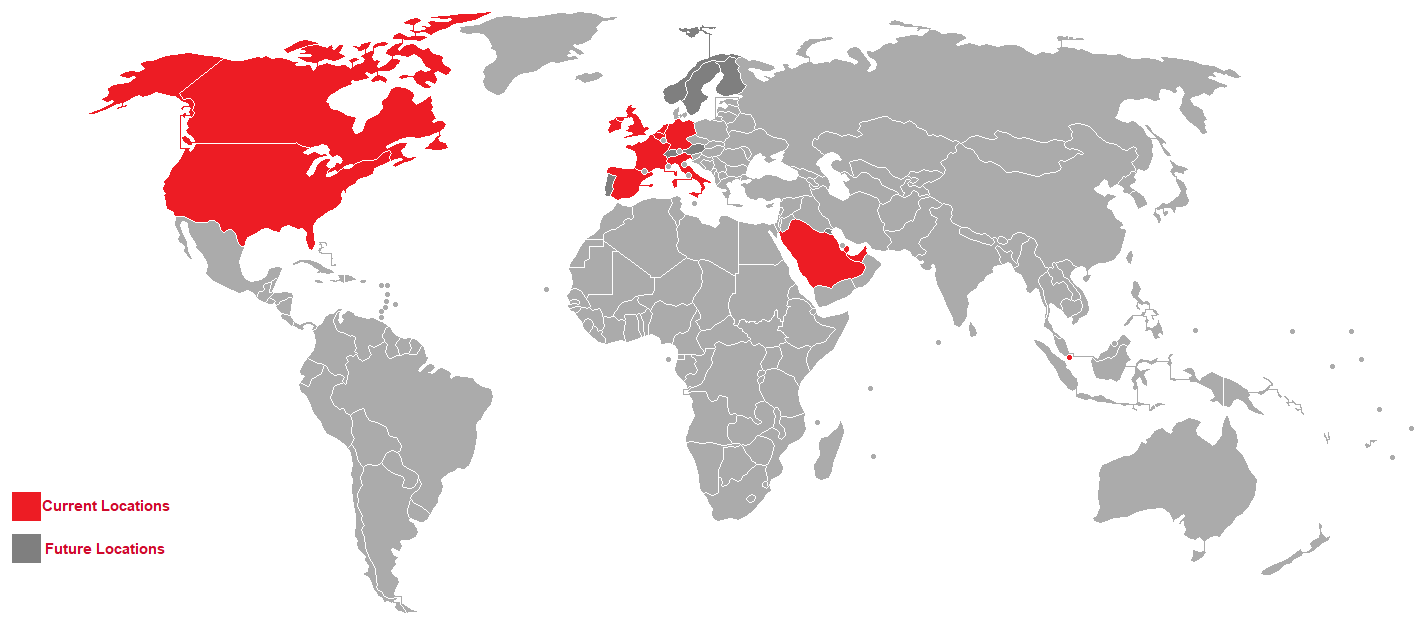
أماكن تواجد مطاعم فايف قايز حول العالم

تأسس أول مطعم من سلسلة فايف جايز في عام 1986 في مقاطعة أرلينغتون بولاية فرجينيا الأمريكية، ثم توسعت السلسلة لتضم في عام 2001 خمسة مطاعم أخرى في منطقة مترو واشنطن العاصمة.

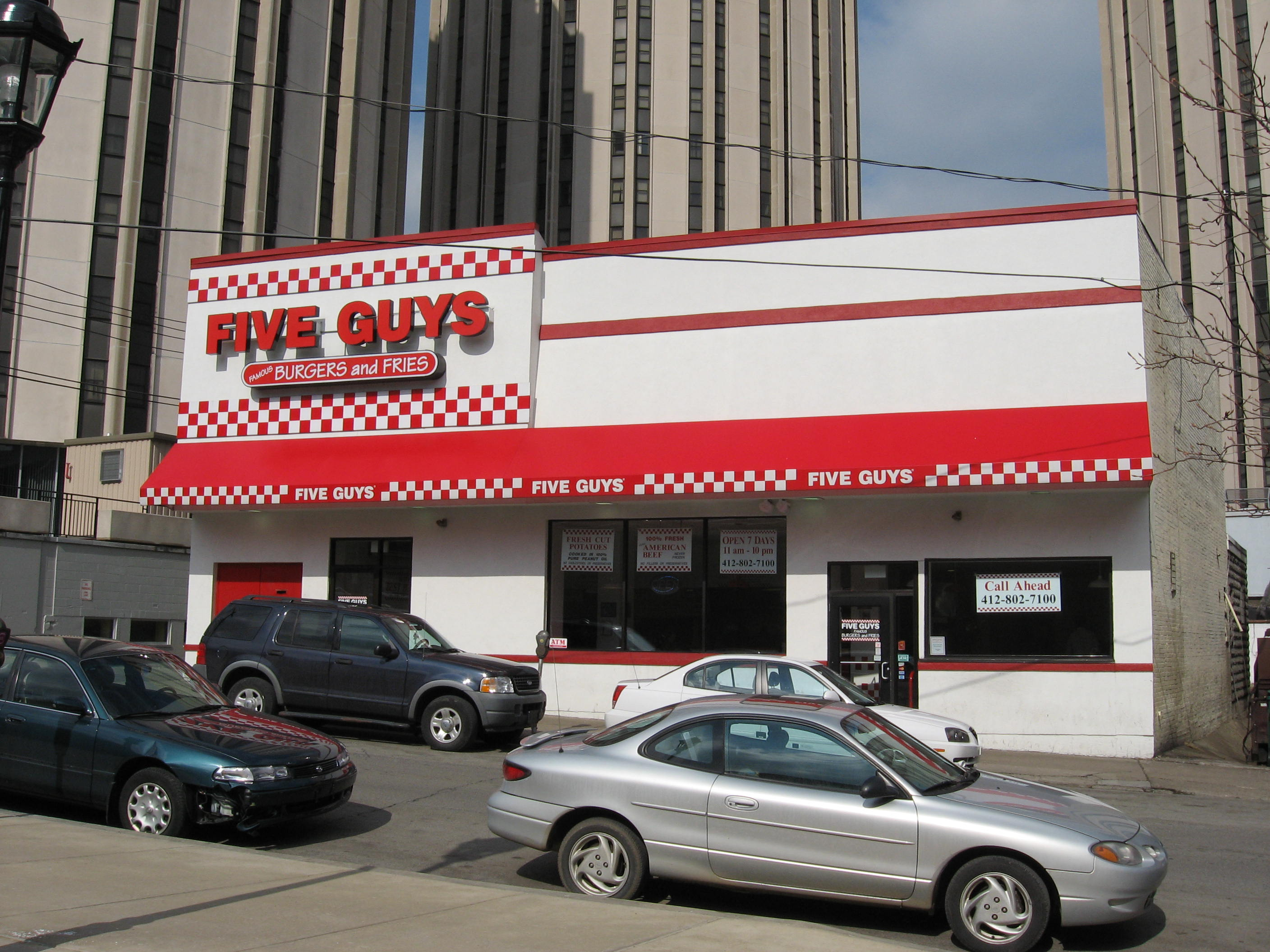
مطعم فايف قايز في مدينة بيتسبيرغ بولاية بنسلفانيا الأمريكية

استمرت السلسلة في توسيع نطاق أنشطتها فكانت سلسلة مطاعم الوجبات السريعة الأسرع نموًا في الولايات المتحدة الأمريكية، حيث منحت في عام 2003 امتياز استعمال علامتها التجارية لما يزيد عن 300 مطعم حول العالم، وازادت مبيعات السلسلة بنسبة 32.8٪ ما بين عامي 2010 و2011. وفي عام 2016 أصبح ما يزيد عن 1500 مطعم في جميع أنحاء العالم يحمل العلامة التجارية لسلسلة مطاعم فايف قايز.
افتتحت أولى مطاعم السلسلة خارج أمريكا الشمالية في المملكة المتحدة في حي كوفنت جاردن وسط العاصمة البريطانية لندن في يوليو 2013. وتضم السلسلة حاليًا نحو 113 مطعمًا في جميع أنحاء المملكة المتحدة. أخذت السلسلة توسع نشاطها في أوروبا منذ أواخر عام 2017 حين افتتحت فرعين لها في ألمانيا في مدينتي فرانكفورت وإيسن. كما توسعت السلسلة في منطقة الشرق الأوسط وافتتحت فروعًا لها في المملكة العربية السعودية والإمارات العربية المتحدة.

## قائمة الطعام

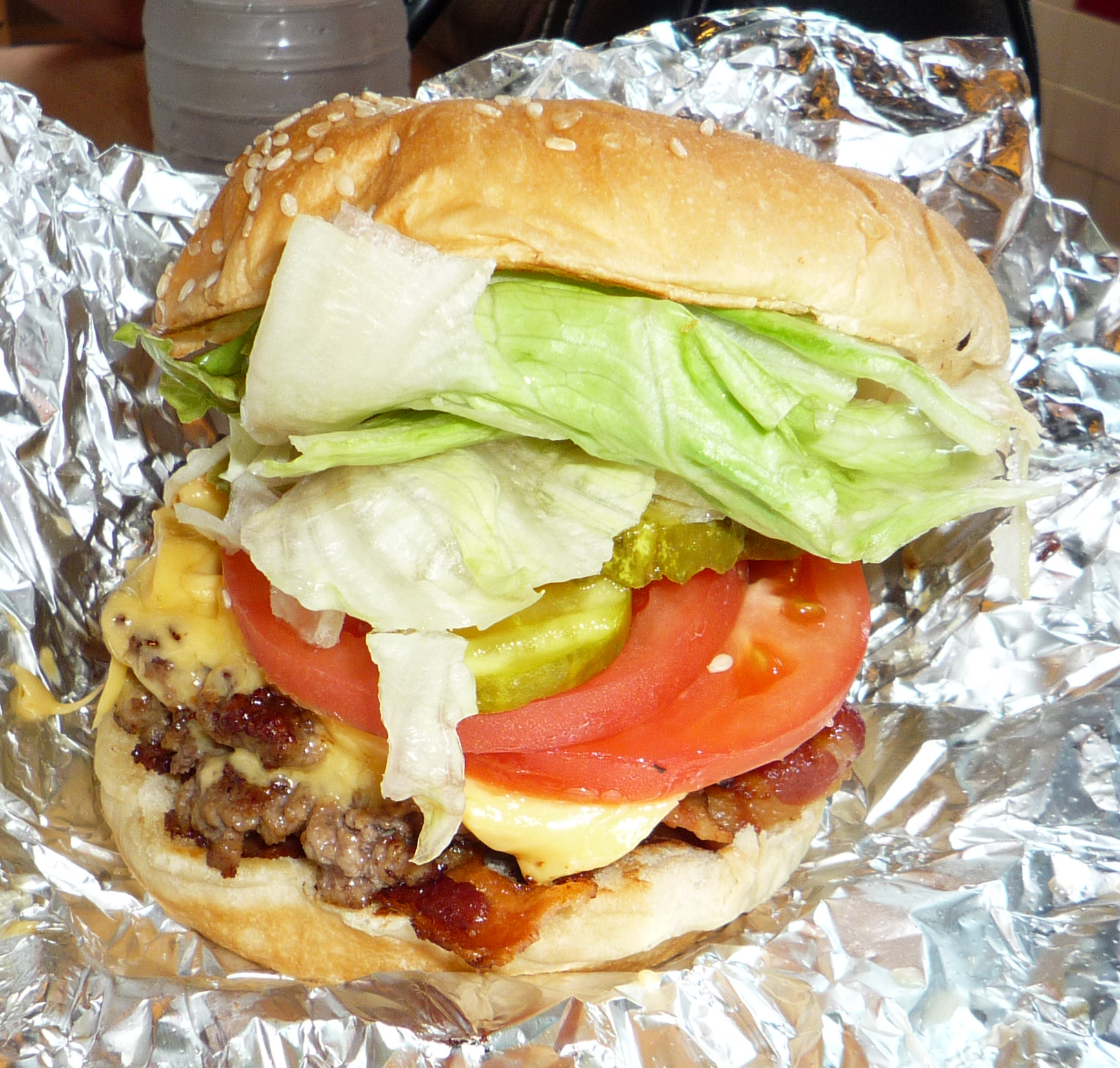
شطائر الهامبرغر بالجبن في فايف قايز

تعتبر شطائر الهامبرغر هي المنتج الرئيسي الذي تقدمه سلسلة مطاعم فايف قايز والذي يتكون من لحم الخنزير المقدد مع جبن الكرافت الأمريكي. كما تحتوي قائمة طعام سلسلة مطاعم فايف قايز على عدة مأكولات أخرى من بينها النقانق، واللحوم البقرية والبطاطس المقلية ولحم الخنزير بالإضافة إلى بعض الشطائر النباتية مثل شطائر الجبن المشوي، إلى جانب المشروبات الغازية والطبيعية.
تقدم فايف قايز أيضًا الفول السوداني المحمص والمعد للاستهلاك داخل المطعم فقط.

## التقييم
صُنفت سلسلة مطاعم فايف قايز كواحدة من أكثر ماركات البرغر التي يتم الحديث عنها على شبكات الإنترنت.
أحتلت سلسلة مطاعم فايف قايز في عام 2012 المرتبة الأولى في استطلاع رأي أجرته شركة ماركت فورس إنفورميشن حول جودة الطعام ومذاقه ومستوى الخدمة والنظافة والمناخ العام، وشمل استطلاع الرأي 7600 مستهلكًا للوجبات السريعة.